# Saint-Hélen
Saint-Hélen è un comune francese di 1 248 abitanti situato nel dipartimento delle Côtes-d'Armor nella regione della Bretagna.

## Società

### Evoluzione demografica
Abitanti censiti